# Ralph Walker Nickless
Ralph Walker Nickless (Denver, 28 maggio 1947) è un vescovo cattolico statunitense, dal 12 febbraio 2025 vescovo emerito di Sioux City.

## Biografia
Ralph Walker Nickless è nato a Denver, in Colorado, il 28 maggio 1947 da Ralph Walker Nickless, Sr. ed E. Margaret (nata McGovern). Sua madre è morta nel 2006, poco dopo la sua consacrazione episcopale.

### Formazione e ministero sacerdotale
Nel 1969 ha conseguito il Bachelor of Arts in filosofia presso il seminario "San Tommaso" a Denver e nel 1973 la licenza in teologia presso la Pontificia Università Gregoriana a Roma come alunno del Pontificio collegio americano del Nord.
Il 4 agosto 1973 è stato ordinato presbitero per l'arcidiocesi di Denver nella chiesa del Santissimo Sacramento a Denver. In seguito è stato vicario parrocchiale della parrocchia della cattedrale dell'Immacolata Concezione a Denver dal 1973 al 1977; direttore aggiunto dei seminaristi dal 1974 al 1977; vicario parrocchiale della parrocchia di Santa Bernardette a Lakewood dal 1977 al 1980; parroco della parrocchia di Sant'Anna ad Arvada dal 1980 al 1988; vicario per il clero e i seminaristi dal 1988 al 1993; vicario generale dal 1993; vicario per il clero, i seminaristi ed i religiosi dal 1999 al 2001 e parroco della parrocchia di Nostra Signora di Fátima a Lakewood dal 2001. Il 16 giugno 1996 è stato nominato prelato d'onore di Sua Santità.

### Ministero episcopale
Il 10 novembre 2005 da papa Benedetto XVI lo ha nominato vescovo di Sioux City. Ha ricevuto l'ordinazione episcopale il 20 gennaio successivo nella chiesa della Natività a Sioux City dall'arcivescovo metropolita di Dubuque Jerome George Hanus, co-consacranti l'arcivescovo metropolita di Denver Charles Joseph Chaput e il vescovo di Providence Thomas Joseph Tobin.
Nell'agosto del 2009 ha affermato che "la Chiesa cattolica non insegna che il governo debba fornire direttamente l'assistenza sanitaria". Piuttosto, ha scritto, "[il] ruolo appropriato del governo è quello di regolamentare il settore privato, al fine di promuovere una sana concorrenza e di limitare gli abusi. Pertanto qualsiasi legislazione che mina la fattibilità del settore privato è sospetta".
Nel febbraio del 2012 ha parlato durante un webcast sponsorizzato dal gruppo conservatore Family Research Council e ha definito l'iniziativa dell'amministrazione Obama per richiedere agli assicuratori sanitari di fornire la copertura per il controllo delle nascite come sponsorizzata dal "potere del male", e ha chiesto ai "seguaci della luce" di "alzarsi e opporsi con veemenza".
Nel marzo del 2012 e nel gennaio del 2020 ha compiuto la visita ad limina.
In seno alla Conferenza dei vescovi cattolici degli Stati Uniti è membro del consiglio amministrativo in rappresentanza della regione ecclesiastica IX.
È anche membro della Conferenza cattolica dell'Iowa, del consiglio dell'Augustine Institute di Denver, del consiglio di amministrazione della Briar Cliff University a Sioux City, del consiglio dei reggenti del seminario di Conception, del comitato consultivo dei sacerdoti per la vita, del comitato consultivo del St. John Vianney Center di Filadelfia e del consiglio di amministrazione del Midamerican Council Boy Scouts of America dell'Iowa.
Il 13 dicembre 2008 ha conseguito il dottorato honoris causa in lettere umanistiche presso la Saint Ambrose University di Davenport.
Il 12 febbraio 2025 papa Francesco ha accolto la sua rinuncia, presentata per raggiunti limiti di età, al governo pastorale della diocesi di Sioux City; gli è succeduto John Edward Keehner, presbitero della diocesi di Youngstown.

## Genealogia episcopale
La genealogia episcopale è:
- Cardinale Scipione Rebiba
- Cardinale Giulio Antonio Santori
- Cardinale Girolamo Bernerio, O.P.
- Arcivescovo Galeazzo Sanvitale
- Cardinale Ludovico Ludovisi
- Cardinale Luigi Caetani
- Cardinale Ulderico Carpegna
- Cardinale Paluzzo Paluzzi Altieri degli Albertoni
- Papa Benedetto XIII
- Papa Benedetto XIV
- Cardinale Enrico Enriquez
- Arcivescovo Manuel Quintano Bonifaz
- Cardinale Buenaventura Córdoba Espinosa de la Cerda
- Cardinale Giuseppe Maria Doria Pamphilj
- Papa Pio VIII
- Papa Pio IX
- Cardinale Alessandro Franchi
- Cardinale Giovanni Simeoni
- Cardinale Antonio Agliardi
- Cardinale Basilio Pompilj
- Cardinale Adeodato Piazza, O.C.D.
- Cardinale Luigi Raimondi
- Arcivescovo John Robert Roach
- Arcivescovo Jerome George Hanus, O.S.B.
- Vescovo Ralph Walker Nickless

## Araldica
| Stemma | Titolare                                    | Descrizione |
|        | Ralph Walker Nickless Vescovo di Sioux City | Partito: al primo d'oro a tre croci greche gigliate di rosso, ciascuna circondata da un uroburo dello stesso, al capo dello stesso, a tre corone del campo ordinate in fascia; al secondo d'argento, alla croce del campo filettata di rosso, accantonata da quattro aquilegie cerulee al naturale e caricata da un quadrilobo d'argento, filettato di rosso, sovraccaricato di cuore di rosso, ancora sovraccaricato di una lettera M latina e trafitto da una spada d'oro all'ingiù. Ornamenti esterni da vescovo. Motto: "Speak the Truth in Love". |